# Christoffer Wielandt
Christoffer Jochumsen Wielandt (ca. 1646/1647 – 14. december 1729) var en dansk teolog, sognepræst og provst, der virkede i næsten fem årtier i Sallinge Herred på Sydfyn. Han er især kendt for sit lange embede i Vester Skerninge og Ulbølle samt sin indflydelse på det lokale kirkelige og kulturelle liv. Han er farfar til godsforpagter Frederik Wielandt. 

## Tidlige år og baggrund
Wielandt blev født i København omkring 1646–1647. Hans far var kongelig skomager, Jokum Wielandt, den danske stamfar til slægten og som muligvis stammede fra Nürnberg, men der er også teorier om, at slægten kan have rødder i Skåne eller Hallingdal. Hans bror Peter Wielandt, handlede og sejlede til Island, mens Christopher valgte en kirkelig løbebane.

## Uddannelse og præstegerning
Han blev student i 1668 og tog magistergraden i 1700. Den 19. februar 1681 blev han kaldet som sognepræst til Vester Skerninge og Ulbølle, og han blev ordineret den 13. april samme år.  Ved sin indsættelse som præst blev han mødt af provsten i Sallinge Herred, Jacob Ludvigsen, som han hurtigt fik et nært forhold til. Allerede inden for det første år blev han gift med provstens datter, Petronella (også kaldet Pernille) Ludvigsdatter. Udover sit præsteembede og det tilhørende landbrug fortsatte Wielandt med akademiske studier og blev som 53-årig magister. Han var kendt for sin ordentlighed og økonomiske sans. Hans regnskaber og notater – med oplysninger om alt fra avl og vejrforhold til dagligdags begivenheder – findes i dag på Landsarkivet i Odense.

## Præst og menneske
Wielandt førte omhyggelige optegnelser i en præsteprotokol (1681–1734), som i dag opbevares på Landsarkivet for Fyn. Hans egne notater viser en præst med økonomisk sans, pædagogiske evner og organisatorisk talent. Wielandt drev også skole i præstegården for sine egne børn og nogle af familiens. blandt andet har han undervist sin nevø, Joachim Wielandt, som senere blev avisudgiver, bogtrykker og forfatter. Det skabte dog problemer, da familiemedlemmer i København og Odense, som egentlig havde lovet at betale for børnenes ophold og underhold, ikke holdt deres løfte. Wielandt bemærkede i sin dagbog, at han derfor selv måtte dække udgifterne – og senere krævede tilsvarende kompensation, når hans sønner boede hos slægtninge. Christoffer Wielandt noterede senere i sin præsteprotokol, at han følte, han “havde været som et lys til at tjene andre, men fortære sig selv.”. 
I forbindelse med sin embedstid arbejdede han for bedre sociale kår for præstehustruer og præsteenker. Dette kom blandt andet til udtryk ved, at han oprettede en enkekasse i Salling Herred, en tidlig form for pensionsordning, der skulle sikre økonomisk støtte til efterladte præstekoner. Systemet byggede på frivillige bidrag og et solidarisk princip blandt herredets præster, hvorved der skabtes en formel for økonomisk tryghed i tilfælde af en præsts død.
Wielandt deltog også i biskoppelige visitatser og førte notater om disse i sin præsteprotokol. Under visitatsen i 1711 udtalte biskoppen sig positivt om sognets tilstand og Wielandts forvaltning, hvilket styrkede hans anseelse i det fynske stift. Hans administrative grundighed og evne til at balancere mellem gejstlig myndighed og praktisk ledelse nævnes flere steder i kilderne.
Han fungerede desuden som mægler og tilsynsførende i sogne med konfliktfyldte forhold, f.eks. i Faaborg og Avernakø, hvor han både ydede juridisk og teologisk bistand.
Han fungerede som præst i 48 år og blev i 1713 udnævnt til provst i Salling Herred.

## Provstegerning og retssager
Som provst i Salling Herred fra 1713 deltog Christoffer Jochumsen Wielandt i en række provsteretter, hvor han førte tilsyn med præster og afgav vurderinger i disciplinære og administrative sager. Disse sager giver et indblik i det kirkelige liv og disciplinapparat på Fyn i begyndelsen af 1700-tallet.
Blandt de dokumenterede sager, han behandlede, var:
- En sag i 1713 mod præsten Hoff i Svanninge i forbindelse med et brev og uenigheder med biskoppen.
- En retssag i 1717 om et krav på en veksel på 1.162 rigsdaler rejst af præsten på Avernakø, Morten Caspar Wolfburg, mod kaptajn Flemming Ulfeldt til Raschenberg.
- En konflikt samme år mellem sognepræsten og kapellanen i Faaborg om fordeling af gudstjenester og indtægter.
- En sag mod degnen i Højrup-Gestelev, Søren Brandenborg, som havde forårsaget "forargelse og latter i kirken" ved at falde om under gudstjenesten grundet druk. Han slap dog for afsættelse mod at love forbedring og med støtte fra embedsværkets protektorer.

### Sagen mod Wolfburg på Avernakø
Den mest opsigtsvækkende sag var dog mod Morten Caspar Wolfburg, sognepræst på Avernakø, der uden tilladelse havde forladt sit embede i 1712 og rejst til Tyskland. Her arbejdede han på en lærd udgave af Det Nye Testamente på fem sprog.
Da Wolfburgs kald blev besat af en anden i 1721, blev han efter kongelig befaling indkaldt for provsteretten i Vester Skerninge. Indkaldelsen lød på, at han skulle møde den 11. juni 1721:
“Thi stefnis Mag. Martin Wolfburg [...] i Wester-Scherning Kirckes vaabenhus at møde Onsdagen d. 11. Juni førstkommende imod beskyldning og Dom at lide, hvor da efter Sagens Leylighed, som Lou og Rett medfører, skal omgaais. — C. Wielandt.”
Wolfburg mødte op og renoncerede frivilligt sin adgang til kaldet, men protesterede mod rettens kompetence. I slutningen af året blev han benådet af kongen og fik tilladelse til at søge et andet embede. Han døde senere i 1729 som præst i Søllested, forarmet og uden formue.

## Familie
Wielandt blev i 1682 gift med Pernille Jakobsdatter (ca. 1661–1721), datter af sognepræst Jacob Ludvigsen Tisdorph i Horne og Maren Svendsdatter.
Parret fik ni børn, herunder:
- Jochum Christophersen Wielandt (1688–1766), præst i Fjeldsted og Harndrup.
- Jacob Ludvig Wielandt, degn i Espe-Vantinge, kendt som "klog degn", far til godsforpagter Frederik Wielandt.
- Barbara Cathrine Wielandt, gift med præsten Windekilde i Lynge.
- Anna Elisabeth Wielandt, gift med præsten Knud Werchmeister.
- Elsebeth Cathrine Wielandt, gift med kornet Johan Hieronymus Friederichsen.

Deres efterkommere spredtes til flere verdensdele og var fremtrædende i kirkelige, tekniske og kommercielle kredse – blandt andet som hofingeniør i Berlin og læge i Ribe.

## Kultur og samfundsengagement
Wielandt skænkede til kirkebrug sølv-oblatæske med inskriptionen:
"Gud til Ære, V. Skierninge og Ulbølle Kirker til Tjenneste. Ao 1698. Gifven af Mag. Christopher Wielandt, Sogne-Præst."
og En berettelseskalk med disk i læderfutteral, påført initialer og våbenskjold:
"Kjøbt og foræret til Tienneste for V. Skierninge og Ulbølle Menigheder af Mag. Christopher Wielandt; bevidnes til Faderens Ære. J.W. Ao. 1738."
(Den sidste inskription er formentlig tilføjet af sønnen Joachim eller en senere slægtning.)
Han medvirkede til en større ombygning af Vester Skerninge Præstegård, i 1680’erne og 1690’erne:
"I præstegården ombyggede Wielandt stuehuset ca. 1682 (- 24 fag med 11 alens dybde og af svært, c. 7–8 tommers fuldkantet eg - ) og det vestre udhus 1697, samt søndre længe med port."
Han deltog i Thomas Kingos indvielse af kapellet på Valdemars Slot den 3. oktober 1687, som blev opført af admiral Niels Juels. Ved denne lejlighed var der til stede tre provster og 24 præster, hvilket vidner om begivenhedens betydning. Biskop Kingo forestod selv hele tjenesten, både ved alteret og på prædikestolen.

### Bogsamling
Christoffer Jochumsen Wielandt opbyggede gennem sin lange embedstid en bemærkelsesværdig bogsamling, der i samtidens perspektiv ansås for både omfattende og lærdomspræget. Som sognepræst og provst i Salling Herred havde han ikke blot en teologisk funktion, men også en tydelig intellektuel profil, hvilket afspejles i hans bibliotek.
Bogsamlingen omfattede blandt andet teologiske værker, leksika, juridiske skrifter, grammatikker og historiske afhandlinger – ofte på latin, tysk og fransk. Der indgik også litteratur om husholdning, økonomisk drift og pædagogik, som han benyttede både i sin embedsførelse og i undervisningen af sine børn og brorsønner.
Wielandt nævnes som en flittig bruger og formidler af sin bogsamling, og det er sandsynligt, at den blev udbygget i samspil med hans nevø, Joachim Wielandt, der i 1719 blev privilegeret bogtrykker og senere justitssekretær i Højesteret. Joachim boede som barn en periode i Vester Skerninge og havde der adgang til samlingen, og det antages, at hans senere erhverv blev præget af netop dette lærde miljø.
Efter Wielandts død i 1729 vides det ikke med sikkerhed, hvad der skete med bogsamlingen. Da flere af hans børn og børnebørn blev præster og embedsmænd i det sydfynske område, er det muligt, at samlingen blev fordelt inden for familien eller delvist bibeholdt i lokale provstibiblioteker. Nogle værker kan i dag potentielt befinde sig i kirkelige arkiver eller historiske samlinger på Fyn.

## Eftermæle
Wielandts efterkommere har givet navn til flere grene af Wielandt-slægten og har sat sig spor i både Danmark og udlandet. Han førte også den ældste bevarede kirkebog i sognet (1681–1760), og hans egne præcise optegnelser har efterladt detaljer om præstegårdens økonomi, regnskaber, byggesager og husholdning og udgør en vigtig kilde for slægts- og lokalhistorikere.
Han døde den 14. december 1729 og blev begravet den 21. december ved Vester Skerninge Kirke. Pernille døde den 16. januar 1721 og blev begravet i egetræskiste i samme kirke.